# Uday Shankar
Pour les articles homonymes, voir Shankar.
Uday Shankar, né le 8 décembre 1900 à Udaipur et mort le 26 septembre 1977 à Calcutta, est un danseur et chorégraphe indien.

## Biographie
Uday Shankar étudie la peinture au Royal College of Art de Londres. Il fait la connaissance de la ballerine Anna Pavlova. Il abandonne ses études et passe une année au sein de sa compagnie. Il chorégraphie plusieurs ballets du programme Impressions orientales,. Il forme ensuite sa propre troupe, la Uday Shankar Company of Hindu Dancers and Musicians, pour laquelle il adapte des danses folkloriques et des danses classiques indiennes. Ils se produisent en Europe durant les années 1930.
De retour en Inde, il ouvre en 1939 le Uday Shankar India Culture Centre à Almora, dans l'État d'Uttarakhand. Le musicien Allauddin Khan figure parmi les enseignants. Le centre rencontre des difficultés financières durant la Seconde Guerre mondiale et ferme en 1943. Shankar réalise le film de danse Kalpana (en) en 1948.
Uday Shankar s'installe à Calcutta en 1960. En 1971, le chorégraphe est décoré de la Padma Vibhushan, une distinction civile accordée par le gouvernement pour son rôle dans la renaissance des arts de la scène en Inde. En 1975, il reçoit le Deshikottama, une distinction de l'université Visva-Bharati de Santiniketan.